# Samovznícení
Samovznícení, samovolné vznícení či samovolné hoření (angl. spontaneous ingnition či spontaneous combustion) je typ hoření, které probíhá samovolným zahříváním (zvýšení teploty v důsledku exotermických vnitřních reakcí), následovaným rychlým nárůstem teploty (samovolné zahřívání, které se rychle zrychluje na vysoké teploty) a nakonec samovznícením.

## Příčina
Ke spontánnímu hoření může dojít, když látka s relativně nízkou teplotou vznícení (seno, sláma, rašelina, uhlí, atd.) začne uvolňovat teplo. K tomu může dojít několika způsoby, buď oxidací za přítomnosti vlhkosti a vzduchu, nebo bakteriálním kvašením, při kterém vzniká teplo. Teplo nemůže unikat (seno, sláma, rašelina atd. jsou dobrými tepelnými izolátory) a teplota materiálu stoupá. Pokud teplota materiálu stoupá nad jeho bod vznícení, začne hoření, pokud je přítomno dostatečné množství okysličovadla, např. kyslíku, a paliva, které udržuje reakci až do tepelného rozběhu (angl. thermal runaway).

## Dotčené materiály

### Potvrzené případy
Hromady sena a kompostu se mohou samovolně vznítit v důsledku tepla vznikajícího při bakteriálním kvašení. Lněný a dánský olej v uzavřeném prostoru (např. hromada hadrů nasáklých olejem ponechaná v nezakryté nádobě, zejména pokud se hadry následně použijí s rozpouštědlem k vyčištění oleje) mohou oxidovat, což vede k nahromadění tepla, a tím ke vznícení. Uhlí se může samovolně vznítit, pokud je vystaveno působení kyslíku, který způsobuje jeho reakci a zahřívání, pokud není zajištěno dostatečné větrání pro chlazení. Oxidace pyritu je často příčinou samovznícení uhlí ve starých důlních odkalištích. Pistáciové ořechy jsou při skladování velkého množství vysoce hořlavé a jsou náchylné k samozahřívání a samovznícení. Velké hromady hnoje se mohou samovznítit za podmínek extrémního horka. Bavlna a len se mohou vznítit, když přijdou do styku s vícenenasycenými rostlinnými oleji (lněné semínko, masážní oleje); bakterie tyto materiály pomalu rozkládají, přičemž vzniká teplo. Pokud jsou tyto materiály skladovány tak, že teplo nemůže unikat, zvyšuje se rychlost rozkladu a tím i rychlost hromadění tepla. Jakmile je dosaženo teploty vznícení, dochází k hoření za přítomnosti okysličovadel (kyslíku). Dusičnanový film se při nesprávném skladování může zhoršit do extrémně hořlavého stavu a vznítit se.

### Seno
Seno je jedním z nejčastěji studovaných materiálů v oblasti samovznícení. Je velmi obtížné stanovit jednotnou teorii toho, co se děje při samovznícení sena, protože se liší druhy trávy používané při přípravě sena a různé lokality, kde se seno pěstuje. Předpokládá se, že k nebezpečnému zahřívání dojde u sena, které obsahuje více než 25 % vlhkosti. K největšímu počtu požárů dochází během prvních dvou až šesti týdnů skladování, přičemž k většině dochází ve čtvrtém nebo pátém týdnu.
Proces může začít mikrobiologickou činností (bakterie nebo plísně), ale v určitém okamžiku musí proces přejít v chemický. Mikrobiologická aktivita také omezí množství kyslíku dostupného v senu. Zdá se, že vlhkost je poměrně důležitá bez ohledu na proces. Při teplotě 100 °C absorbovalo vlhké seno dvakrát více kyslíku než seno suché. Existují domněnky, že složité sacharidy přítomné v seně se rozkládají na jednodušší cukry, které se snadněji oxidují.

### Dřevěné uhlí
Čerstvě připravené dřevěné uhlí se může samo rozehřát a vznítit. To je odlišné od ohnisek, která mohou vzniknout při přípravě dřevěného uhlí. Dřevěné uhlí, které bylo vystaveno působení vzduchu po dobu osmi dnů, se nepovažuje za nebezpečné. Záleží na mnoha faktorech, mimo jiné na druhu dřeva a teplotě, při které bylo dřevěné uhlí připraveno.

### Uhlí
Samovznícení uhlí bylo důkladně prozkoumáno. Tendence k samozahřívání se snižuje s rostoucí kvalitou uhlí. Hnědé uhlí je aktivnější než černé uhlí, které je aktivnější než antracitové uhlí. Čerstvě vytěžené uhlí spotřebovává kyslík rychleji než zvětralé uhlí a čerstvě vytěžené uhlí se samo zahřívá ve větší míře než zvětralé uhlí. Důležitá může být také přítomnost vodní páry, protože rychlost vzniku tepla, které doprovází absorpci vody v suchém uhlí z nasyceného vzduchu, může být řádově vyšší nebo vyšší než u stejného množství suchého vzduchu.
První fází samovolné oxidace uhlí před samovznícením je tzv. zápar. Doba procesu zapařování uhlí je různá a závisí na druhu uhlí a místních podmínkách. Pokročilé stadium záparu v dole se projevuje doutnáním uhelné hmoty, posledním stadiem je vzplanutí otevřeného ohně.